# Tampere
Tampere (en finés: Tampere [ˈtɑmpere]ⓘ; en sueco: Tammerfors [tamɛrˈfɔʂ], a veces castellanizado como Támpere) es una ciudad finlandesa situada a 170 kilómetros al norte de Helsinki, en el interior del país, en la región de Pirkanmaa, a la cual le sirve como capital administrativa. La ciudad cuenta con una población de aproximadamente 223 292 personas (marzo de 2016), lo que hace de ella la tercera ciudad de Finlandia en número de habitantes, y la segunda área urbana más importante del país (después de Helsinki). Tampere fue fundada por el rey Gustavo III de Suecia, el 1 de octubre de 1779, en el istmo entre dos lagos, el Näsi (o Näsijärvi) y el Pyhä (o Pyhäjärvi), y la ciudad queda dividida en dos partes por el rápido que fluye del primero al segundo.
Hoy en día, Tampere es una ciudad activa y dinámica, con tres universidades: la Universidad de Tampere (Tampereen yliopisto) la Universidad Tecnológica de Tampere (Tampereen teknillinen yliopisto) y la Universidad de Ciencias Aplicadas de Tampere (Tampereen ammattikorkeakoulu). Además, cuenta con varios centros e institutos de formación profesional, por ejemplo el Instituto de Policías. En el campo de la cultura, Tampere es conocida por su amplia tradición literaria y teatral. Algunos de los escritores más importantes de Finlandia han surgido de esta ciudad (Väinö Linna, Kalle Päätalo o Hannu Salama). Muchos de ellos han retratado en sus obras la realidad de la clase trabajadora, pues Tampere fue durante el último siglo una ciudad industrial. La tradición teatral también se encuentra muy arraigada en la ciudad, que cada agosto celebra el Tampereen Teatterikesä, un prestigioso festival internacional.

## Transporte
La red de transporte público de Tampere está constituida por su servicio de autobuses, que es muy popular. Entre 1948 y 1976, la ciudad también tenía una red de trolebuses amplia, que fue en su momento el mayor sistema de trolebuses de Finlandia. Desde 2009 se han elaborado planes para la construcción de un sistema de tren ligero en la ciudad para reemplazar algunas de las líneas de autobús más concurridas, así como para enlazar con el servicio ferroviario de pasajeros que conecta Tampere con Nokia y Lempäälä. El Tampereen Ratikka (tranvía de Tampere), sistema inaugurado durante 2021, cuenta con dos líneas de servicio.

## Economía
La región de Tampere, o Pirkanmaa, que incluye los municipios periféricos, tiene alrededor de 470 000 habitantes, 230 000 trabajadores, y 25 000 millones de euros en volumen de negocios según datos de 2007. Según la Oficina Internacional de Negocios de Tampere, la zona es fuerte en ingeniería mecánica y de automatización, tecnologías de información y comunicación, y de la salud y la biotecnología, así como la educación de la industria de pulpa y papel. La región de Tampere tiene dos universidades y tres institutos politécnicos con un total de 40 000 estudiantes. La tasa de desempleo es de alrededor de 10 %.

## Geografía
Está localizada entre dos lagos, el Näsi (o Näsijärvi) y el Pyhä (o Pyhäjärvi), con un pequeño río de apenas 2 km que es una sucesión de rápidos, que cruza la ciudad.
Tampere es parte de la región de Pirkanmaa y está rodeado por los municipios de Kangasala, Kuru, Lempäälä, Nokia, Orivesi, Pirkkala, Ruovesi y Ylöjärvi.

### Lugares de interés
La principal atracción turística es el parque de atracciones Särkänniemi, que incluye un delfinario y la torre Näsinneula, coronada por un restaurante giratorio. Otros sitios de interés son la catedral de Tampere, la Biblioteca de la Ciudad Metso («urogallo»), la Iglesia Kaleva (ambas, diseñadas por Reima Pietila), el Ayuntamiento y el Mercado.
Tampere es también la sede de uno de últimos museos en el mundo dedicado a Vladimir Ilich Lenin. Lenin se trasladó a Tampere en agosto de 1905 y después de dar una conferencia en la ciudad, se reunió aquí por primera vez con Joseph Stalin. Lenin finalmente huyó de Tampere, rumbo a Suecia, en noviembre de 1907, cuando era perseguido por la Ojrana de Rusia. Lenin no volvería a ninguna parte del Imperio Ruso hasta diez años más tarde, cuando supo del comienzo de la Revolución Rusa de 1917.
Pispala es una cresta situada entre los dos lagos, el Näsi (o Näsijärvi) y el Pyhä (o Pyhäjärvi). A finales del siglo XIX y principios del XX se utilizaba para albergar a la mayor parte del trabajo industrial, cuando formaba parte de Suur-Pirkkala y su continuación Pohjois-Pirkkala. Era una zona disponible para la construcción, por parte de la clase trabajadora que trabaja en las fábricas de Tampere. Se unió a Tampere a finales de 1920. Actualmente es una zona residencial y junto con la vecina Pyynikki forma un espacio histórico importante de Tampere.
Hay muchos museos y galerías, entre las que destacan las siguientes:
- El Centro Museo Vapriikki , que incluye el Salón de la Fama del Hockey en finés y el Museo del Calzado[6]
- Museo de Arte de Tampere[7]
- Tampere Museo Lenin[8]
- El Museo Muumilaakso, sobre los Moomins[9]
- Museo del espía, en Siperia[10]
- Museo de la vivienda de los trabajadores, en Amuri.[11]

Algunos lugares interesantes de la ciudad son:
- El Parque de Atracciones (Särkänniemi),
- La Torre de observación (Näsinneula),
- El museo de Lenin. (Lenin conoció a Stalin tras un encuentro en Tampere en el año 1905).
- El Arboretum de Hatanpää

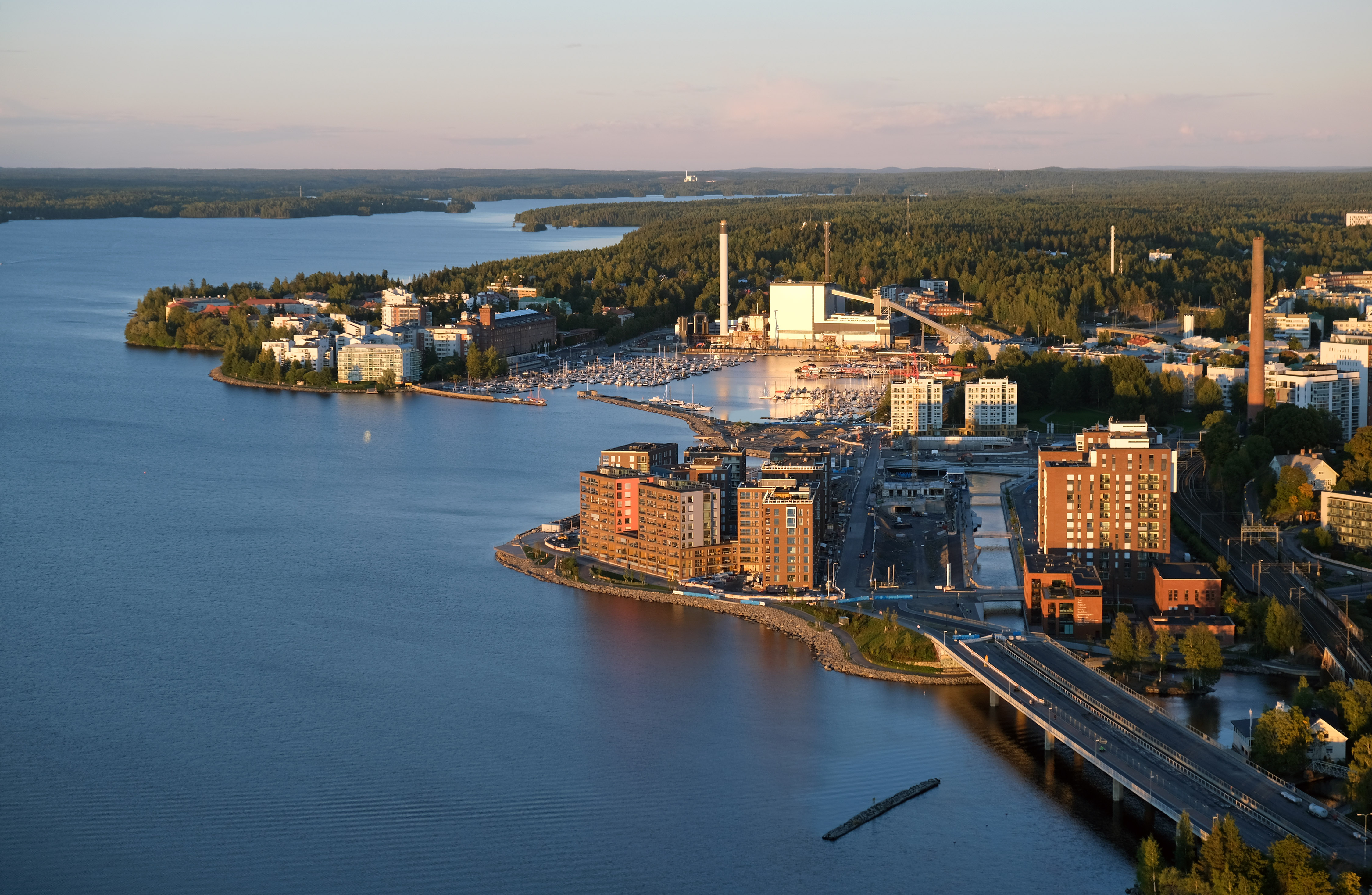
Vista de Tampere a orillas del lago Näsijärvi desde la torre Näsinneula
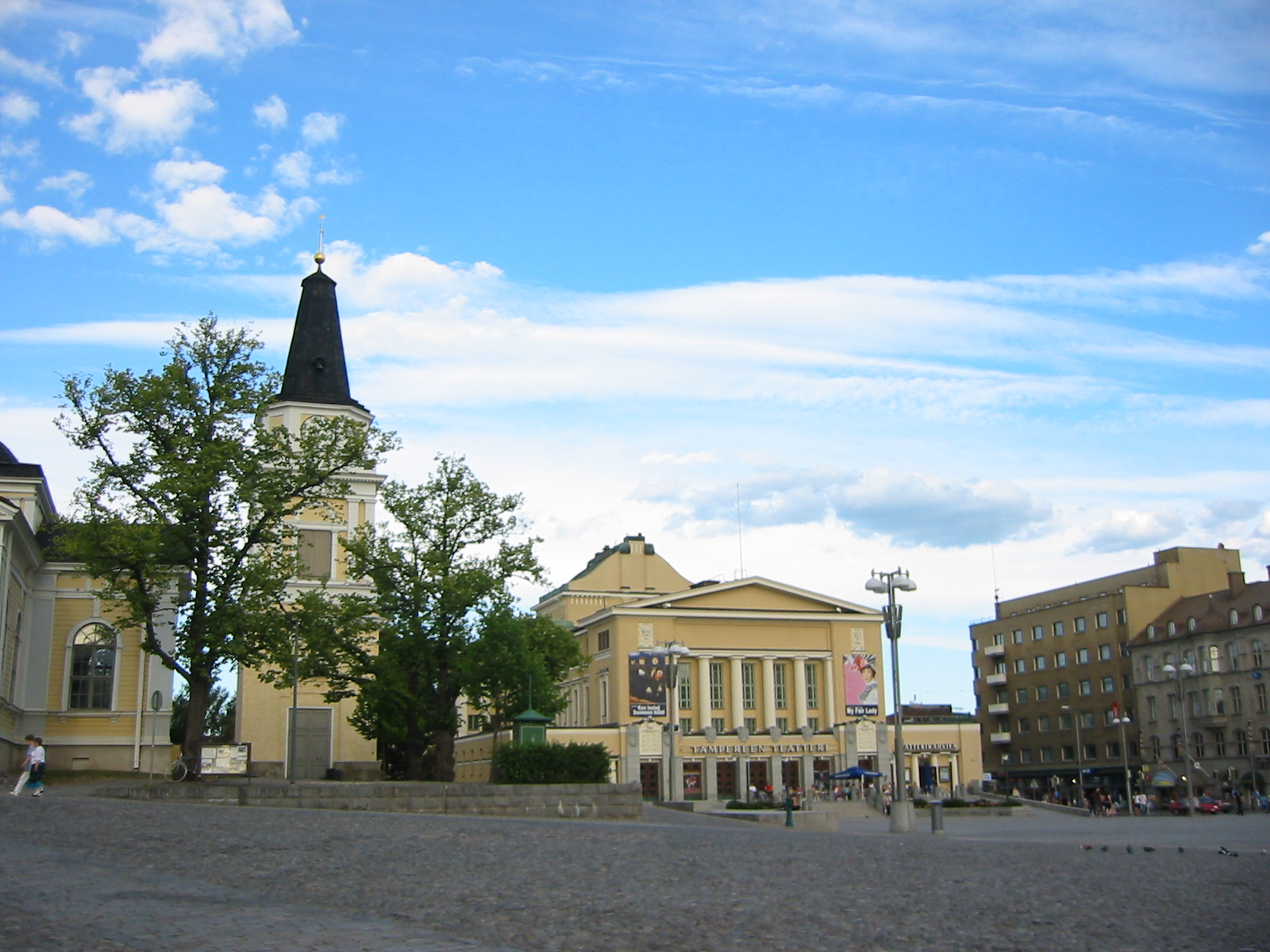
Plaza Central de Tampere (Keskustori en finés)

### Clima
En promedio, la temporada de nieve dura de 4 a 5 meses: desde finales de noviembre a mediados de abril.
| Parámetros climáticos promedio de Tampere (Härmälä), normales 1991–2020, extremos 1900–presente | Parámetros climáticos promedio de Tampere (Härmälä), normales 1991–2020, extremos 1900–presente | Parámetros climáticos promedio de Tampere (Härmälä), normales 1991–2020, extremos 1900–presente | Parámetros climáticos promedio de Tampere (Härmälä), normales 1991–2020, extremos 1900–presente | Parámetros climáticos promedio de Tampere (Härmälä), normales 1991–2020, extremos 1900–presente | Parámetros climáticos promedio de Tampere (Härmälä), normales 1991–2020, extremos 1900–presente | Parámetros climáticos promedio de Tampere (Härmälä), normales 1991–2020, extremos 1900–presente | Parámetros climáticos promedio de Tampere (Härmälä), normales 1991–2020, extremos 1900–presente | Parámetros climáticos promedio de Tampere (Härmälä), normales 1991–2020, extremos 1900–presente | Parámetros climáticos promedio de Tampere (Härmälä), normales 1991–2020, extremos 1900–presente | Parámetros climáticos promedio de Tampere (Härmälä), normales 1991–2020, extremos 1900–presente | Parámetros climáticos promedio de Tampere (Härmälä), normales 1991–2020, extremos 1900–presente | Parámetros climáticos promedio de Tampere (Härmälä), normales 1991–2020, extremos 1900–presente | Parámetros climáticos promedio de Tampere (Härmälä), normales 1991–2020, extremos 1900–presente |
| Mes                                                                                             | Ene.                                                                                            | Feb.                                                                                            | Mar.                                                                                            | Abr.                                                                                            | May.                                                                                            | Jun.                                                                                            | Jul.                                                                                            | Ago.                                                                                            | Sep.                                                                                            | Oct.                                                                                            | Nov.                                                                                            | Dic.                                                                                            | Anual                                                                                           |
| ----------------------------------------------------------------------------------------------- | ----------------------------------------------------------------------------------------------- | ----------------------------------------------------------------------------------------------- | ----------------------------------------------------------------------------------------------- | ----------------------------------------------------------------------------------------------- | ----------------------------------------------------------------------------------------------- | ----------------------------------------------------------------------------------------------- | ----------------------------------------------------------------------------------------------- | ----------------------------------------------------------------------------------------------- | ----------------------------------------------------------------------------------------------- | ----------------------------------------------------------------------------------------------- | ----------------------------------------------------------------------------------------------- | ----------------------------------------------------------------------------------------------- | ----------------------------------------------------------------------------------------------- |
| Temp. máx. abs. (°C)                                                                            | 8.4                                                                                             | 9.2                                                                                             | 15.6                                                                                            | 24.3                                                                                            | 29.6                                                                                            | 33.2                                                                                            | 33.1                                                                                            | 32.1                                                                                            | 26.6                                                                                            | 19.4                                                                                            | 13.3                                                                                            | 10.5                                                                                            | 33.1                                                                                            |
| Temp. máx. media (°C)                                                                           | -2.5                                                                                            | -2.5                                                                                            | 2.1                                                                                             | 8.8                                                                                             | 15.6                                                                                            | 19.7                                                                                            | 22.5                                                                                            | 20.7                                                                                            | 14.9                                                                                            | 7.8                                                                                             | 2.6                                                                                             | -0.5                                                                                            | 9.1                                                                                             |
| Temp. media (°C)                                                                                | -5.2                                                                                            | -5.7                                                                                            | -1.9                                                                                            | 3.9                                                                                             | 10.1                                                                                            | 14.6                                                                                            | 17.3                                                                                            | 15.6                                                                                            | 10.6                                                                                            | 4.9                                                                                             | 0.7                                                                                             | -2.7                                                                                            | 5.2                                                                                             |
| Temp. mín. media (°C)                                                                           | -8.3                                                                                            | -9.1                                                                                            | -6.0                                                                                            | -0.9                                                                                            | 4.1                                                                                             | 9.0                                                                                             | 12.2                                                                                            | 10.8                                                                                            | 6.6                                                                                             | 2.0                                                                                             | -1.5                                                                                            | -5.4                                                                                            | 1.1                                                                                             |
| Temp. mín. abs. (°C)                                                                            | -37.0                                                                                           | -36.8                                                                                           | -29.6                                                                                           | -19.6                                                                                           | -7.3                                                                                            | -2.8                                                                                            | 1.8                                                                                             | -0.4                                                                                            | -6.7                                                                                            | -14.8                                                                                           | -22.5                                                                                           | -34.2                                                                                           | -37.0                                                                                           |
| Precipitación total (mm)                                                                        | 41                                                                                              | 30                                                                                              | 29                                                                                              | 32                                                                                              | 36                                                                                              | 66                                                                                              | 74                                                                                              | 65                                                                                              | 55                                                                                              | 57                                                                                              | 51                                                                                              | 46                                                                                              | 582                                                                                             |
| Nevadas (cm)                                                                                    | 32.3                                                                                            | 31.4                                                                                            | 29.5                                                                                            | 13.9                                                                                            | 1.6                                                                                             | 0.1                                                                                             | 0                                                                                               | 0                                                                                               | 0                                                                                               | 3.3                                                                                             | 13.1                                                                                            | 27.2                                                                                            | 152.4                                                                                           |
| Días de precipitaciones (≥ 1 mm)                                                                | 10                                                                                              | 8                                                                                               | 8                                                                                               | 7                                                                                               | 7                                                                                               | 9                                                                                               | 11                                                                                              | 9                                                                                               | 9                                                                                               | 10                                                                                              | 10                                                                                              | 11                                                                                              | 109                                                                                             |
| Humedad relativa (%)                                                                            | 90                                                                                              | 87                                                                                              | 82                                                                                              | 70                                                                                              | 63                                                                                              | 66                                                                                              | 69                                                                                              | 76                                                                                              | 82                                                                                              | 87                                                                                              | 91                                                                                              | 92                                                                                              | 80                                                                                              |
| Fuente n.º 1: weatheronline.co.uk                                                               |                                                                                                 |                                                                                                 |                                                                                                 |                                                                                                 |                                                                                                 |                                                                                                 |                                                                                                 |                                                                                                 |                                                                                                 |                                                                                                 |                                                                                                 |                                                                                                 |                                                                                                 |
| Fuente n.º 2: FMI (precipitación y extremas)                                                    |                                                                                                 |                                                                                                 |                                                                                                 |                                                                                                 |                                                                                                 |                                                                                                 |                                                                                                 |                                                                                                 |                                                                                                 |                                                                                                 |                                                                                                 |                                                                                                 |                                                                                                 |

## Historia

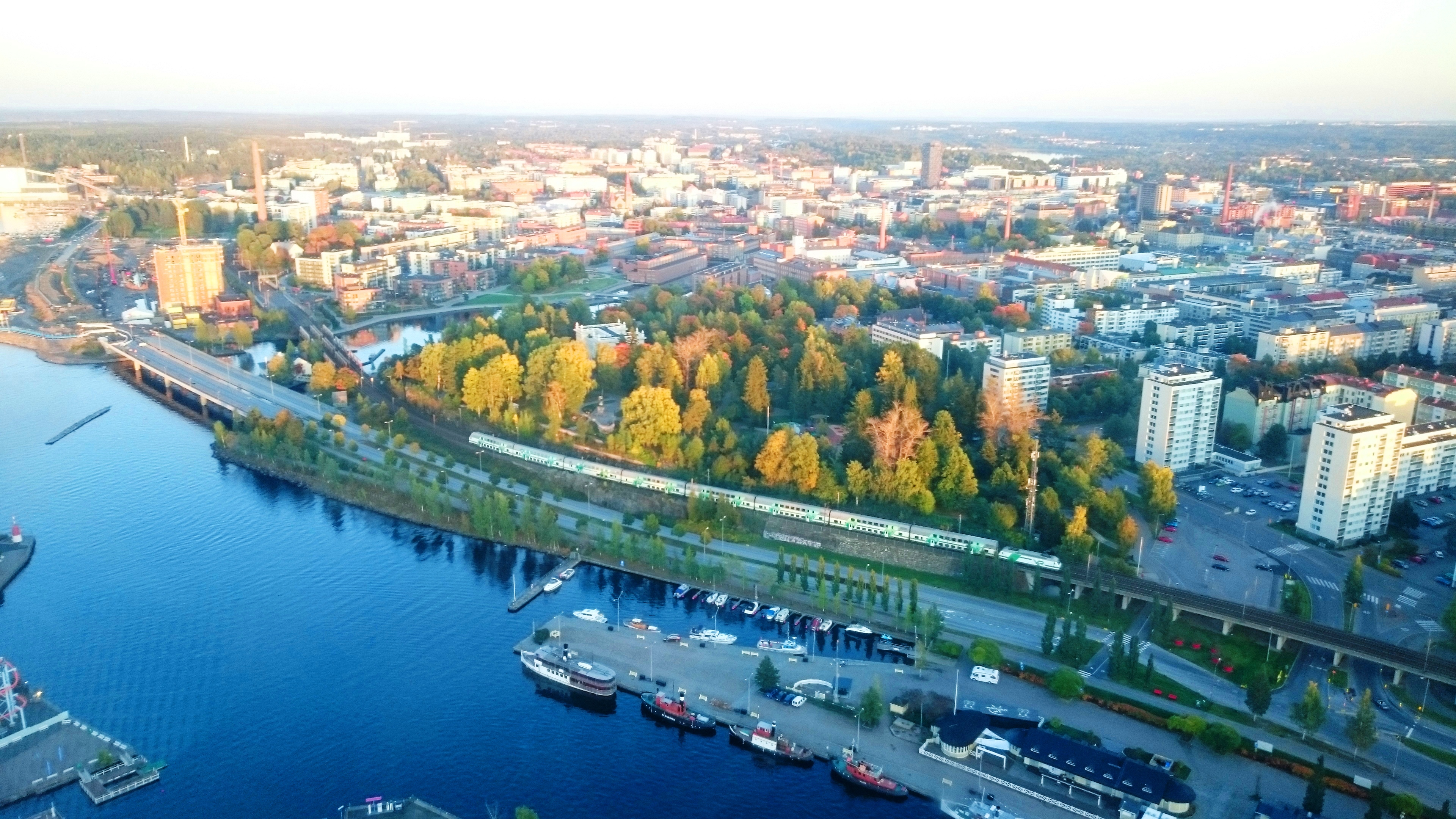
Tampere desde la torre Näsinneula

Tampere fue fundada como un mercado en las orillas del canal Tammerkoski en 1775 por Gustavo III de Suecia y cuatro años más tarde, el 1 de octubre de 1779, Tampere accedió a ciudad de pleno derecho. En este momento, se trataba de un lugar bastante pequeño, de sólo unos pocos kilómetros cuadrados de tierra alrededor del Tammerkoski.
Tampere creció como ciudad comercial importante y un centro industrial en el siglo XIX. Durante la segunda mitad poseía casi la mitad del trabajo industrial de Finlandia. El carácter industrial de la ciudad en los siglos XIX y XX le dieron el apodo de "Manchester del Norte", Manse (en finés).
Tampere fue el centro de muchos acontecimientos políticos importantes de Finlandia en el siglo XX. El 1 de noviembre de 1905, durante la huelga general, el famoso "Manifiesto rojo" fue proclamado en el Keskustori -la plaza central de Tampere- desde el balcón renacentista Kaupungintalo del Ayuntamiento. Como consecuencia de esto, el zar de Rusia concedió el sufragio universal en Finlandia y mayores libertades a los finlandeses. En 1918, cuando Finlandia acababa de obtener la independencia, Tampere también desempeñó un papel relevante, siendo uno de los escenarios de importancia estratégica durante la guerra civil finlandesa (28 de enero-15 de mayo de 1918). Tampere fue un bastión rojo durante la guerra, al mando de Hugo Salmela. Las fuerzas blancas capturaron la ciudad el 6 de abril, consiguiendo 10 000 prisioneros rojos.
Tras la Segunda Guerra Mundial el municipio fue bastión del llamado Eje de Hermanos de Guerra (aseveliakseli), la alianza de conservadores y socialdemócratas en contra de los comunistas y el Partido Agrario. Durante esta época algunos de los líderes más relevantes de la ciudad fueron Erkki Napoleón Lindfors (que fue responsable de muchos ambiciosos proyectos de construcción como la Näsinneula y la construcción del barrio de Hervanta, "la ciudad de hija de Tampere"), Pekka Paavola (que adquirió cierta notoriedad por escándalos de corrupción) y Jarmo Rantanen. A partir de 2007, Tampere ha cambiado a un nuevo modelo de un alcalde y cuatro tenientes de alcalde, elegidos por un período de dos años. Timo Nieminen P. fue elegido como el primer alcalde de Tampere para los años 2007-2009.
Desde la Segunda Guerra Mundial, Tampere fue ampliado para absorber algunas zonas vecinas. Messukylä fue incorporada en 1947, Lielahti en 1950, Aitolahti en 1966 y, finalmente Teisko en 1972. Tampere es conocida por su industria textil y de metal, pero estos han sido reemplazados por tecnologías de la información y las telecomunicaciones durante la década de 1990. El centro de tecnología de Hermia en Hervanta es la sede de muchas compañías en estos campos. Nokia posee seis grandes edificios, acompañados por otras empresas como ABB, Synopsis, Qualcomm, VTT.

## Educación

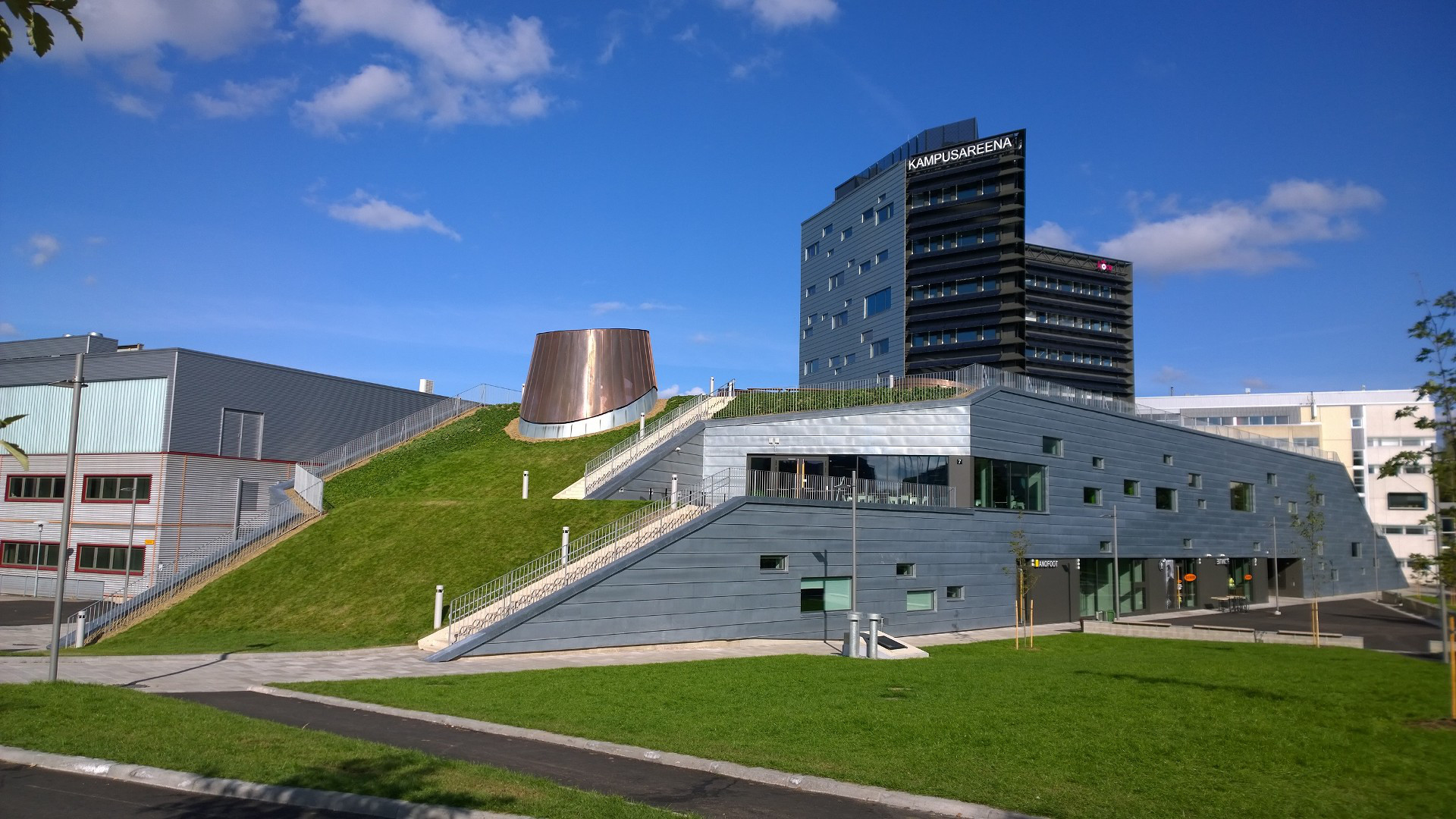
Universidad Tecnológica de Tampere.

Hay cinco instituciones de educación superior en el área de Tampere, tres universidades y dos institutos politécnicos (en finés: ammattikorkeakoulu). Las universidades son la Universidad de Tampere (UTA), (más de 12 000 estudiantes) que se encuentra justo al lado del centro de la ciudad, la Universidad Tecnológica de Tampere (más de 12 000 estudiantes), situada en Hervanta y la Universidad de ciencias aplicadas (TAMK) situada al lado del hospital del corazón. Las tres escuelas politécnicas (el término utilizado por el Ministerio de Educación de Finlandia), que se llaman a sí mismos en inglés "Universidades de Ciencias Aplicadas". La academia de Policía de Finlandia es el otro politécnico ubicado en Hervanta.
La Universidad colabora en el programa Erasmus y es habitual encontrar en las calles de Tampere estudiantes de múltiples nacionalidades, sobre todo en las áreas cercanas a las universidades.

## Cultura
Tampere es conocida por su activa vida cultural. Algunos de los escritores más populares de Finlandia, como Väinö Linna, Kalle Päätalo y Hannu Salama, son oriundos de Tampere. Todos estos son conocidos por representar la vida de la clase obrera. Asimismo, también era de clase trabajadora el famoso poeta Lauri Viita del distrito Pispala (que también era el hogar de Hannu Salama). Tampere también tiene antiguas tradiciones teatrales, con instituciones tan asentadas como Tampereen Työväen Teatteri, Tampereen Teatteri y Pyynikin kesäteatteri, que es un teatro al aire libre con el auditorio giratorio más antiguo en Europa. El Tampereen Teatterikesä o Festival de Teatro de Tampere, es un festival internacional de teatro celebrado en Tampere cada mes de agosto.
De Tampere, es también conocida por su Museo de Arte de Tampere, que albergó 2004 la exposición Delicate Monster del artista estadounidense Richard Humann.
El Festival de Cine de Tampere, es un festival internacional de cortometrajes, celebrado cada mes de marzo. Tammerfest es el festival de rock urbano de Tampere que se celebra cada mes de julio.
El Tampere Music Festivals organiza tres eventos de música de prestigio internacional: Tampere Jazz Happening cada mes de noviembre, y en años alternos el Tampere Festival de Música Vocal y Tampere Biennale de música clásica.
Tampere es la sede del canal de televisión YLE TV2, con sus estudios en el distrito de Tohloppi, conocido entre otros por sus comedias populares para televisión tales como Tankki täyteen, Reinikainen y Kummeli.

### Música popular
Hay mucha actividad musical en Tampere, especialmente en el ámbito de metal negro / heavy metal y rock. Algunas de las bandas más populares basados en Tampere son Horna, Behexen, Negative, Sargeist, Circle of Ouroborus, Prevalent Resistance, Uniklubi, Lovex and Puk.
Manserock es el término general para la música rock de Tampere. En el argot local Manse significa Tampere. "Manse" viene de "Manchester", dado que Tampere fue una de las primeras ciudades industriales en Finlandia, y así fue similar a la de Mánchester.
Aunque hubo algún movimiento del rock en Tampere con antelación, se considera el despegue definitivo de Manserock en agosto de 1969, cuando el famoso musical Hair fue interpretado por primera vez en un teatro local. Reijo Paukku llevó el musical a Tampere desde los EE. UU. Varios músicos locales participaron en el espectáculo, que recibió mucha publicidad en Tampere y en el conjunto de Finlandia.
Los años 70 puede ser considerada la edad de oro de Manserock. Varias bandas de rock locales eran muy populares en Finlandia y creció la reputación de Tampere, como una ciudad roquera. Uno de los artistas más relevantes fue Juice Leskinen. Otros nombres destacables son Virtanen, Kontra y Kaseva. Todas estas bandas tocaban música rock con letras en finés.
En 1977, Poko Records fue fundada. Esta fue la primera compañía discográfica en Tampere y desempeñó un papel importante en el apoyo de Manserock.
A finales de los 70 Tampere fue conocido por varias bandas new wave, aunque otros estilos de rock también existían. Bandas como Eppu Normaali, Popeda y Karanteeni contribuyeron a difundir el conocimiento de Manserock en Finlandia.
En los años 80 muchas bandas nuevas se formaron. Sin embargo, algunas de las bandas existentes continuaron e incrementaron su popularidad. Juice Leskinen, Eppu Normaali y Popeda incluso llegaron a publicar nuevas grabaciones en la década de 2000.

## Deportes

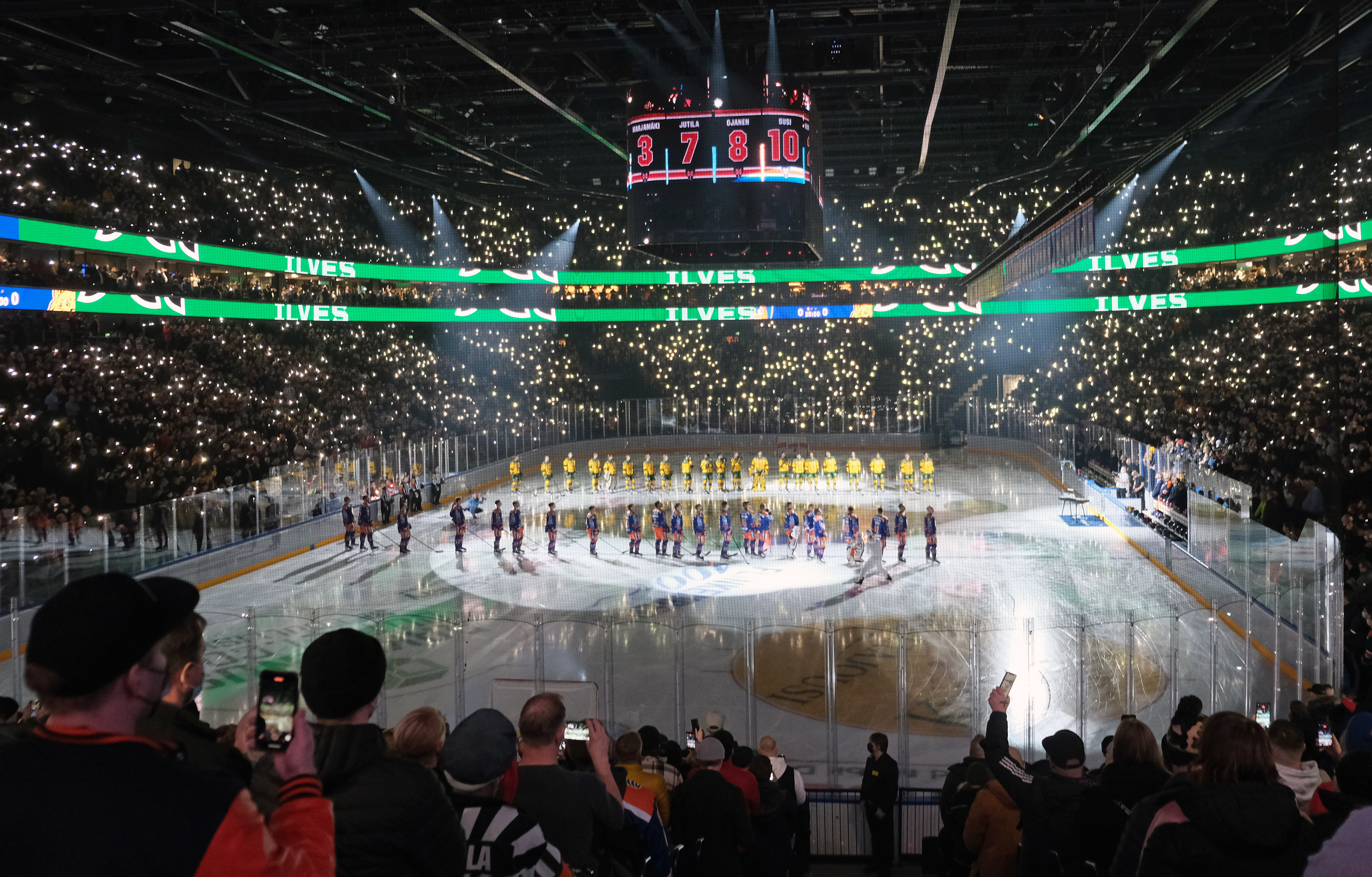
Nokia Arena, Tampere.

El mundo del deporte en Tampere está impulsado por el hockey sobre hielo y el fútbol. El primer partido oficial en Finlandia de hockey sobre hielo se jugó en Tampere, en el hielo del lago Näsi. Tampere es apodada la ciudad natal del hockey finlandés; los equipos más relevantes son el Ilves y Tappara. Ambos han tenido un gran impacto en la cultura finlandesa de hockey sobre hielo y se encuentran entre los equipos más exitosos en Finlandia. Alberga el Museo finlandés de hockey sobre hielo, y el primer estadio de hockey sobre hielo que se construyó en Finlandia, el Hakametsä. El fútbol también es muy popular. El club Ilves tiene más de 4000 jugadores en sus equipos de fútbol, mientras que Tampere tiene registrados más de 100 equipos de fútbol. La ciudad también fue sede de dos campeonatos mundiales de piragüismo en aguas tranquilas, en 1973 y 1983. En 1977, Tampere fue sede de el Campeonato Mundial Junior de Remo. El piragüismo se practica en los lagos de la región, y es bastante popular.
Al igual que muchas otras localidades finlandesas, el esquí es ampliamente practicado.
Tampere fue la anfitriona del 10.º Festival Olímpico de la Juventud Europea del 17 al 25 de julio de 2009.
Además cabe destacar que Tampere fue la ciudad de nacimiento de Annika Urvikko, la única representante finlandesa en la modalidad de gimnasia artística en los Juegos Olímpicos de Londres 2012.

## Religión
La mayoría de los finlandeses pertenece a la Iglesia Luterana Evangélica de Finlandia. Tampere tiene una variedad de diferentes servicios religiosos que abarcan desde lo tradicional hasta lo carismático. Hay también algunos servicios en inglés. Otras iglesias notables en Tampere son Nokia Revival, la Iglesia Ortodoxa de Finlandia, la Iglesia Evangélica Libre, y la Iglesia Baptista.

## La rivalidad entre las ciudades
La ciudad tiene una larga historia de rivalidad mutua con la ciudad de Turku, la primera capital de Finlandia. Esta hostilidad en gran medida se expresa en chistes en una ciudad sobre la otra; objetivos importantes son la comida tradicional de Tampere, mustamakkara, el estado del río Aura en Turku, y los acentos regionales. Los estudiantes de Tampere se han organizado en la Nación no-Turka (EI-Turkulainen Osakunta), que desde 1997 viene realizando excursiones anuales a Turku para saltar en la plaza del mercado, con el supuesto objetivo de deshacer la recuperación post-glacial y sumergir la ciudad de Turku de nuevo bajo el mar.

## Ciudades hermanadas
Tampere está hermanada con 18 ciudades:
- Brașov, Rumania
- Chemnitz, Alemania
- Essen, Alemania
- Kaunas, Lituania
- Kiev, Ucrania
- Klaksvík, Islas Feroe
- Kópavogur, Islandia
- Linz, Austria
- Lodz, Polonia (desde 1996)
- Miskolc, Hungría
- Nizhni Nóvgorod, Rusia
- Norrköping, Suecia
- Odense, Dinamarca
- Olomouc, República Checa
- Saskatoon, Canadá
- Siracusa, Estados Unidos
- Tartu, Estonia
- Trondheim, Noruega